# JaCorian Duffield
Pour les articles homonymes, voir Duffield.
JaCorian Kevon Duffield (né le 2 septembre 1992 à Wichita) est un athlète américain, spécialiste du saut en hauteur.

## Carrière
Le 26 juin 2015 à Eugene, il franchit 2,34 m lors des Championnats des États-Unis, améliorant sa précédente performance de 2,31 m obtenue en 2015 lors des Texas Relays. Il remporte avec 2,32 m le DN Galan 2015. Il fait partie des Red Raiders de Texas Tech. Il remporte le titre des Championnats NACAC 2015 à San José.
Après quatre années gâchées par les blessures, il met un terme à sa carrière en janvier 2020.

## Palmarès
| Date | Compétition           | Lieu     | Résultat | Marque |
| ---- | --------------------- | -------- | -------- | ------ |
| 2015 | Championnats NACAC    | San José | 1er      | 2,25 m |
| 2015 | Championnats du monde | Pékin    | qual.    | 2,29 m |

## Records
| Épreuve         | Épreuve      | Performance | Lieu         | Date            |
| --------------- | ------------ | ----------- | ------------ | --------------- |
| Saut en hauteur | En plein air | 2,34 m      | Eugene       | 26 juin 2015    |
| Saut en hauteur | En salle     | 2,30 m      | Fayetteville | 11 février 2017 |